# Ukrajina na Zimních olympijských hrách 2006
Ukrajina na Zimních olympijských hrách 2006 v Turíně reprezentovalo 52 sportovců, z toho 30 mužů a 22 žen. Nejmladším účastníkem byl Oleksandr Abramenko (17 let, 292 dní), nejstarším pak Liliya Ludan (36 let, 257 dní). Reprezentanti vybojovali 2 bronzových medaile.

## Medailisté
| Medaile | Jméno                            | Sport         | Disciplína         |
| ------- | -------------------------------- | ------------- | ------------------ |
| Bronz   | Lilija Jefremovová               | Biatlon       | Ženy sprint 7,5 km |
| Bronz   | Jelena Grušinová Ruslan Gončarov | Krasobruslení | Taneční páry       |